# Atlantic (locomotiva)
Atlantic foi uma das primeiras locomotivas a vapor estadunidense construída pela empresa Phineas Davis para a ferrovia Baltimore and Ohio Railroad (B&O) em 1832.

## Design e Construção
Construída com um custo total de $4,500, a Atlantic pesava 6,5 toneladas e tinha dois cilindros verticais. A viagem inaugural para Ellicott's Mills, Maryland, uma distância de trinta milhas. Apelidada de "Gafanhoto", por que ela possuía hastes verticais, transportava 50 libras de vapor e uma tonelada de carvão mineral. Satisfeita com a locomotiva a B&O construiu mais 20 delas.